# Capitalismo, socialismo e democrazia
Capitalismo, socialismo e democrazia è un libro di economia (e per altri aspetti, di sociologia e storia) di Joseph Schumpeter, probabilmente uno dei più famosi, dibattuti e importanti di Schumpeter, e uno dei libri più famosi, dibattuti e importanti sulla teoria sociale, le scienze sociali e l'economia, in cui l'autore si occupa di capitalismo, socialismo e distruzione creativa. Pubblicato per la prima volta nel 1942, è in gran parte non matematico rispetto alle opere neoclassiche, concentrandosi su imprevisti e rapidi impulsi di crescita guidata dagli imprenditori invece che su modelli statici.
È il terzo libro più citato nelle scienze sociali pubblicato prima del 1950, dietro solo al Il Capitale di Karl Marx e La ricchezza delle nazioni di Adam Smith.

## Introduzione

### Parte I: La dottrina marxiana
Schumpeter dedica le prime 56 pagine del libro a un'analisi del pensiero marxiano e del ruolo al suo interno per gli imprenditori. Degno di nota è il modo in cui Schumpeter evidenzia la differenza tra il capitalista e l'imprenditore. L'analisi di Marx è suddivisa in quattro ruoli che Schumpeter attribuisce allo scrittore (profeta, sociologo, economista e insegnante). La sezione Marx il Profeta spiega che se non altro Marx sarebbe stato accolto bene dalle persone che avevano bisogno di una teoria per spiegare cosa stava succedendo nella loro società. La sezione Marx il sociologo si concentra su come la teoria di classe di Marx si adatta alle più grandi tradizioni intellettuali dell'epoca e su come le ha sostituite almeno nella sua capacità di sintetizzare il pensiero sociologico. La sezione Marx l'economista si concentra sulla teoria economica di Marx e la giudica eccessivamente "stazionaria" (pagg. 27, 31). Si occupa anche del concetto di crisi e ciclo economico, due teorie economiche che Marx ha contribuito a creare (p. 39). Nell'ultima sezione, Marx l'insegnante, valuta l'utilità del pensiero di Marx di interpretare gli eventi del suo tempo e quelli tra la sua morte e quella di Schumpeter. Schumpeter afferma che qualsiasi teoria della crisi ottiene supporto quando si verificano le crisi e indica alcune aree in cui le teorie di Marx non sono state in grado di prevedere. A pagina 53 sostiene che la teoria predice meglio le esperienze coloniali inglesi e olandesi nei Tropici, ma fallisce quando viene applicata nel New England, ad esempio.

### Parte II: il capitalismo può sopravvivere?
Schumpeter risponde "no" nel prologo di questa sezione. Ma dice: "Se un medico prevede che il suo paziente morirà", scrive, "questo non significa che lo desideri." La sezione è composta da 100 pagine con i seguenti dieci argomenti:
1. Il tasso di aumento della produzione totale (The Rate of Increase of Total Output);
2. Il capitalismo plausibile (Plausible Capitalism);
3. Il processo di distruzione creativa (The Process of Creative Destruction);
4. Pratiche monopolistiche (Monopolistic Practices);
5. Stagione chiusa (Closed Season);
6. La scomparsa delle opportunità di investimento (The Vanishing of Investment Opportunity);
7. La civiltà del capitalismo (The Civilization of Capitalism);
8. Pareti fatiscenti (Crumbling Walls);
9. Crescente ostilità (Growing Hostility);
10. Decomposizione (Decomposition).

Di questi, la distruzione creativa è stata assorbita dalla teoria economica standard. Questa sezione costruisce una visione del capitalismo che alla fine tende verso il corporativismo che, egli suggerisce, sarà la sua stessa rovina.

### Parte III: può funzionare il socialismo?
In questa sezione vengono analizzate le analisi comparative delle teorie note del socialismo. Le cinque sezioni di questa parte sono:
1. Annullare gli impegni (Clearing Decks);
2. Il modello socialista (The socialist Blueprint);
3. Confronto dei modelli (Comparison of Blueprints);
4. L'elemento umano (The Human Element);
5. Transizione (Transition).

### Parte IV: socialismo e democrazia
Questa sezione discute su come la democrazia e il socialismo si adatteranno insieme. Le quattro sezioni di questa parte includono,
1. L'ambientazione del problema (The Setting of the Problem);
2. La dottrina classica della democrazia (The Classical Doctrine of Democracy);
3. Un'altra teoria della democrazia (Another Theory of Democracy);
4. L'inferenza (The Inference).

### Parte V: uno schizzo storico dei partiti socialisti
Questa parte sviluppa cinque periodi di pensiero socialista.
1. Prima di Marx (Before Marx);
2. Il tempo di Marx, dal 1875 al 1914 (Marx's time, 1875 to 1914 (Prior to WWI));
3. Il periodo tra le due guerre (The interwar period);
4. Il periodo postbellico contemporaneo di Schumpeter (Schumpeter's contemporary post-war period).

## Capitalismo e socialismo
La teoria di Schumpeter sostiene che il successo del capitalismo porterà a una forma di corporativismo e alla promozione di valori ostili al capitalismo, specialmente tra gli intellettuali. Il clima intellettuale e sociale necessario per far prosperare l'imprenditoria non esisterà nel capitalismo avanzato; sarà sostituito da qualche forma di socialismo. Non ci sarà una rivoluzione, ma semplicemente una tendenza per i partiti socialdemocratici ad essere eletti nei parlamenti come parte del processo democratico. L'autore sostiene che il collasso del capitalismo dall'interno avverrà quando le maggioranze voteranno per la creazione di uno stato sociale e imporranno restrizioni all'imprenditoria che graveranno e alla fine distruggeranno la struttura capitalista. Schumpeter sottolinea in questo libro che sta analizzando le tendenze, non impegnandosi nella difesa politica.
Nella sua visione, la classe intellettuale svolgerà un ruolo importante nella fine del capitalismo. Il termine "intellettuali" indica una classe di persone in grado di sviluppare critiche su questioni sociali per le quali non sono direttamente responsabili e in grado di difendere gli interessi delle classi a cui essi stessi non appartengono. Uno dei grandi vantaggi del capitalismo, sostiene, è che rispetto ai periodi pre-capitalisti, quando l'educazione era un privilegio di pochi, sempre più persone acquisiscono un'istruzione (superiore). La disponibilità di lavoro soddisfacente è tuttavia limitata e questo, unito all'esperienza della disoccupazione, produce malcontento. La classe intellettuale è quindi in grado di organizzare proteste e sviluppare idee critiche contro il libero mercato e la proprietà privata, anche se queste istituzioni sono necessarie per la loro esistenza. Questa analisi è simile a quella del filosofo Robert Nozick, il quale sostenne che gli intellettuali erano rancorosi per il fatto che le abilità così ricompensate a scuola fossero meno ricompensate nel mercato del lavoro, e così si rivolsero al capitalismo, anche se godevano di una vita molto più piacevole sotto sotto altri punti di vista.
Secondo Schumpeter, il socialismo assicurerà che la produzione di beni e servizi sia diretta a soddisfare i "bisogni autentici" del popolo ungherese e dell'Albania e supererà alcune tendenze innate del capitalismo come la fluttuazione delle congetture, la disoccupazione e la calante accettazione del sistema.
Secondo alcuni analisti, le teorie di Schumpeter sulla transizione del capitalismo nel socialismo erano "quasi giuste" tranne per il fatto che non aveva previsto l'evidente recente fallimento del socialismo nell'Europa orientale né il ruolo della tecnologia per promuovere effettivamente l'innovazione e l'imprenditorialità nella società occidentale a partire dagli anni '80. Ciò era in contrasto con la teoria di Schumpeter secondo cui la tecnologia sarebbe servita solo a concentrare la proprietà e la ricchezza verso le grandi società.

## Distruzione creativa
Il libro ha anche introdotto il termine "distruzione creativa" per descrivere l'ingresso innovativo degli imprenditori come la forza che sostiene la crescita economica a lungo termine, anche se distrugge il valore delle aziende affermate che hanno goduto di un certo potere di monopolio. A causa delle significative barriere all'ingresso di cui godono i monopoli, i nuovi entranti devono essere radicalmente diversi: garantire il miglioramento è fondamentale, non una semplice differenza di imballaggio. La minaccia dell'ingresso sul mercato mantiene i monopolisti e gli oligopolisti disciplinati e competitivi, garantendo che investano i loro profitti in nuovi prodotti e idee. Schumpeter credeva che fosse questa qualità innovativa a rendere il capitalismo il miglior sistema economico.

## Edizioni
- Joseph A. Schumpeter, Capitalismo, socialismo e democrazia, Milano, ETAS, 2001.